# Всемирная неделя космоса
Всеми́рная неде́ля ко́смоса (ВНК) — ежегодный праздник, отмечаемый с 4 октября по 10 октября в различных частях всего мира. Цель Всемирной недели космоса — отмечать вклад космической науки и техники в современное общество, в улучшение благосостояния человека.

## История
Идея учреждения Всемирной недели космоса впервые возникла на третьей Международной конференции ООН по космосу в 1999 году. Делегация из Марокко предложила провозгласить 20 июля днём космоса и приурочить дату ко дню высадки на Луну экспедиции США. Это предложение восприняли весьма неоднозначно. Большая часть делегаций, присутствовавших на конференции, одобрило идею провозглашения специального, отдельного дня космоса. Широкую дискуссию вызвал выбор самой даты. Российская делегация поддержала саму идею создания праздника, тем не менее, не согласилась с выбором даты — 20 июля, так как посчитала её несправедливой и некорректной с исторической точки зрения. Российская делегация высказала мнение, что космическая эра началась в СССР с запуска искусственного спутника в 1957 году. Исходя из этих документов, делегация из России внесла поправку к предложению марокканской делегации, по которой в качестве всемирного дня космоса была предложена дата 4 октября. В этом вопросе Россию активно поддержали такие страны, как Белоруссия, Казахстан, Китай, Узбекистан, Индия, Куба, ЮАР и некоторые другие страны. Ряд других стран ответил встречным предложением — отмечать этот праздник 10 октября, в день вступления в силу Договора о космосе. Представители ФРГ даже предложили передать этот вопрос в Комитет ООН по космической деятельности для проработки. В самый разгар дискуссии довольно неожиданное предложение внёс представитель Ирана. Он предложил праздновать Всемирную неделю космоса, а не день, её можно было начать 4, а закончить 10 октября. Неожиданное предложение нашло поддержку большинства стран. Россия также высказала одобрение, поскольку оно опиралось на важные для неё даты. Участники конференции единогласно поддержали предложение об учреждении Всемирной недели космоса.
6 декабря 1999 года Генеральная Ассамблея ООН провозгласила Всемирную неделю космоса в качестве ежегодного праздника. Это событие будет отмечаться каждый год с 4 по 10 октября. Выбор даты был основан на двух важных датах в истории космонавтики: запуск первого искусственного спутника Земли, Спутник-1, которое состоялось 4 октября 1957 года и подписание договора по космосу 10 октября 1967 года.

## Ежегодные темы
Всемирная неделя космоса — это крупнейшее ежегодное мероприятие в мире, посвященное вопросам изучения космического пространства. Эта идея вдохновляет студентов, способствует формированию будущих специалистов, демонстрирует весомую общественную поддержку космической программы, а также решает вопросы, касающиеся просвещения общественности в этой области, и способствует развитию сотрудничества на международном уровне в деле космической пропаганды и просветработы. Ежегодно более 90 стран принимают участие в нескольких тысяч мероприятий, приуроченных к неделе космоса, по всему миру.
- В 2007 году была проведена Всемирная неделя космоса в 54 странах и в космосе. В общей сложности в 244 городах было проведено 435 мероприятий, которые посетило более 377 000 человек. А через средства массовой информации с этими мероприятиями познакомилось более 26 000 000 зрителей. Мероприятия включали пуски ракет, школьные мероприятия, выставки, политические события и специальные мероприятия в планетариях по всему миру. В 2007 году под девизом «50 лет в космосе» многие события Всемирной недели космоса отметили 50-летие космической эры, которая началась с запуска первого спутника Земли 4 октября 1957 года[5][6].
- В 2008 году темой Всемирной недели космоса стало «Изучение Вселенной»[7].
- В 2009 году темой выбрали «Образование и космос».
- «Тайны космоса» обыгрывались в 2010 году.
- В 2012 году центральной темой обсуждения стало «Обеспечение безопасности человека и его спасение в космосе»[8], что повысило информированность участников о той роли, которую космические спутники играют в защите окружающей среды и спасении человека с помощью таких функций, как наблюдение за поверхностью земли, навигация, поисковые и спасательные операции, а также телекоммуникации[9]. Празднование Недели космоса в 2012 году включало в себя освещение в СМИ исторических запусков и будущих целей человеческой колонизации миров за пределами Земли[10]. В 2012 году Неделя космоса отмечалась в 65 странах[11].
- В 2016 году по решению Генеральной Ассамблеи ООН стала тема наблюдения за поверхностью Земли: «Дистанционное зондирование — расширение нашего будущего»[12].
- Тема Всемирной недели космоса 2017 года: «Исследуя новые миры в космосе»[13]

## Деятельность и мероприятия
Всемирная Ассоциация недели космоса (англ. World Space Week Association) является негосударственной некоммерческой организацией, которая поддерживается национальным координаторам в более чем 50 странах. Её цель — знакомить людей по всему миру о преимуществах, которые они получают от исследования космоса, поощрять использование космического пространства для стимулирования экономического развития, поднимать уровень образования и интерес к наукам, а также и развивать сотрудничество между народами через освоение космоса с помощью пропагандистской и просветительской работы.
Организация Объединённых Наций публикует календарь празднования событий Всемирной недели космоса по каждой стране.